# Головмох брунькотвірний
Головмох брунькотвірний (Bryum gemmiparum) — вид мохів порядку головмохальних (Bryales).

## Поширення
Батьківщиною є Європа, Африка, Північна Америка, Азія.
Населяє вологий вапняного ґрунт, ґрунт над скелею, пов'язаний з джерелами; від низьких до високих (0–1800 метрів).

## Характеристика
Рослини середнього розміру, від яскраво-зеленого до жовто-зеленого кольору біля кінчиків, з віком солом'яніють. Стебла 1–2(3) см. Листки м'які, нещільно посаджені, трохи віддалені проксимально, зелені, молодші іноді жовтуваті, яйцеподібні, сильно увігнуті, 1–3 мм; краї рівні, рідко згорнуті проксимально, цільні; верхівка заокруглена до гострої. Спеціалізоване безстатеве розмноження рідко, ризоїдальними бульбами [цибулинами пазух листків], на ризоїдах, що виникають з пазух листків, від рожевого до помаранчевого кольору. Коробочкові ніжки ± прямі, коричневі. Коробочка від нахиленої до пониклої, коричнева, грушоподібна, 2–3 мм. Спори 12–18 мкм, від гладких до папілозних, жовтуваті.